# Евмаф
Евмаф (умер в 403 году до н. э. или позже) — древнегреческий политический деятель, член коллегии Тридцати (в последующей традиции «Тридцать тиранов»), которая пришла к власти в Афинах в 404 году до н. э.. Известно, что Евмаф принадлежал к той трети членов совета, которая была предложена Фераменом, и представлял филу Антиохида. Он упоминается в речи Лисия против Эратосфена. О дальнейшей судьбе Евмафа ничего не известно. При этом античные авторы сообщают, что большинство «тиранов» после поражения в гражданской войне бежало в Элевсин (403 год до н. э.), и позже одни предстали перед судом, другие были убиты, а третьи нашли убежище в других регионах Греции.